# 喉袋

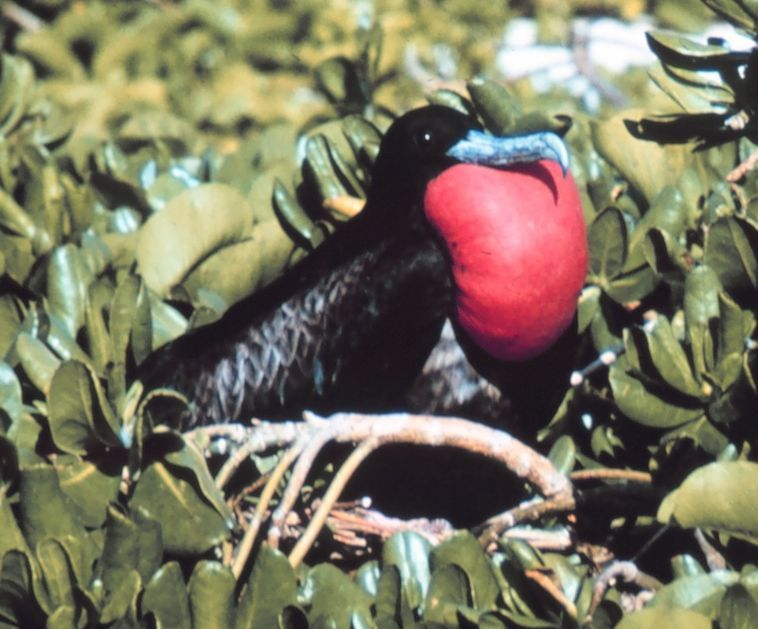
赤い喉袋を持つコグンカンドリ (ペリカン目)

喉袋 (のどぶくろ、英: gular skin) は主に、鳥類において、下のくちばしの付け根 (下顎骨の部位) から首にかけて、羽毛や体毛がなく皮膚が露出している部位のことを言う 。「喉袋」という語からは袋状の部位を想像しやすいが、英語の gular skin では、そうでない通常の皮膚の部位も含む。ここでは喉袋もその意味で扱う。

## 鳥類の喉袋
ペリカンのくちばしの下部には毛がなく大きく伸びることはよく知られているが、ペリカン目同様ウ科にも非常に目立つ喉袋を持つものがある (同じ祖先から分かれて進化したものと考えられている)。
ウ科には喉袋に色が付いているものが見られる。体全体がおおよそ黒い、または黒と白であるため、その部分はよく目立つ。繁殖期の個体で特によく目立つことから、社会活動的な機能を持つと考えられる。グンカンドリのオスでは特に、喉袋に空気を入れ、20分に渡って膨らませて示威行為を行う。
カツオドリやヘビウ属、それらと近縁のウでは、グンカンドリやペリカンと比べると喉袋はあまり目立たない。前者と後者 (ウなどの喉袋とグンカンドリなどの喉袋) は共有原始形質 (あるいは祖先形質共有、Symplesiomorphy) あるいは平行進化による形質であると考えられている。

## その他の動物の喉袋
セイウチ、テナガザルの一部には目立つ喉袋がある。またゴリラの雄の喉袋は胸にまで達し、ドラミング（胸を叩く）の時に大きな反響音を発する共鳴袋となる（それに対し、喉袋が発達していない雌や子供のドラミングは反響が乏しくなる）。イモガイでは喉袋が毒を生成する器官となっている。またトカゲにはデュラップ (dewlap) がある。
白亜紀の恐竜のタルボサウルスは、皮膚印象化石として喉袋と解釈される化石が知られているが、この化石は収集されなかった。